# Ивелин
Ивели́н (фр. Yvelines, французский: [ivlin] (слушать)о файле) — департамент на севере центральной части Франции, один из департаментов региона Иль-де-Франс. Порядковый номер — 78. Административный центр — Версаль. Население — 1 435 448 человек (9-е место среди департаментов, данные 2010 года).

## География
Площадь территории — 2284 км². Через департамент протекает река Сена.
Департамент включает 4 округа, 21 кантон и 259 коммуны.

## История
Ивелин был образован в 1968 г. на базе территории упраздненного департамента Сена и Уаза.

## Известные уроженцы
- Петр Сернейский (1182—1218) — французский хронист, монах-цистерцианец, летописец Альбигойских войн.
- Пьер Дюмайе (1923—2011) — французский журналист, писатель, продюсер.
- Франсуа-Ахилл Лонже (1811—1871) — французский физиолог.